# Richard-Wagner-Straße 18 (München)

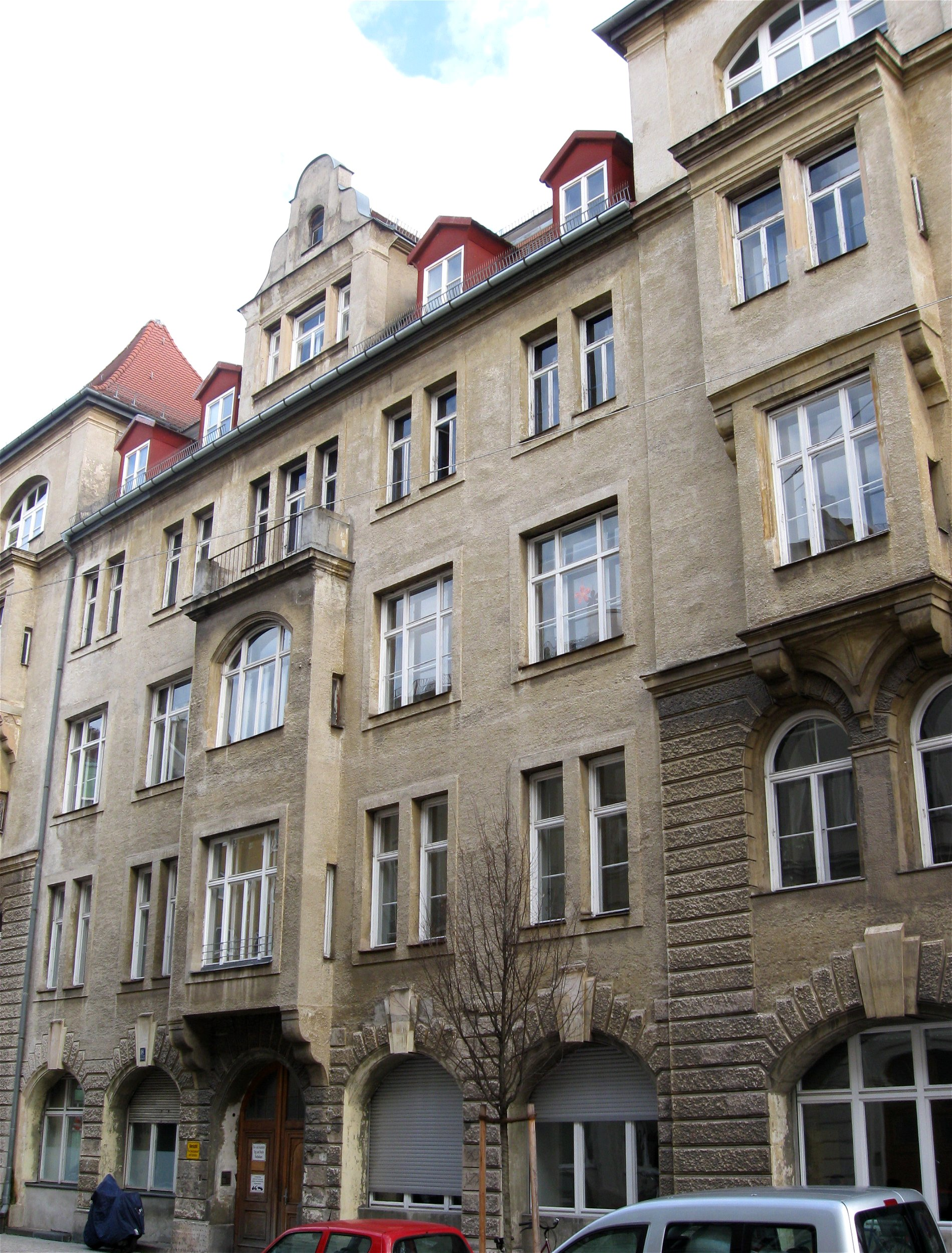
Fassadenansicht von der Richard-Wagner-Straße aus, links der „Turm“ an der Ecke zur Gabelsbergerstraße

Das Gebäude Richard-Wagner-Straße 18 ist ein Mietshaus in der bayerischen Landeshauptstadt München.

## Geschichte
Das Haus steht in städtebaulich exponierter Ecklage an der Einmündung der Richard-Wagner-Straße in die Gabelsbergerstraße. Es wurde im Zuge der planmäßigen Bebauung der Straße durch den von den Besitzern des Areals, der Erbengemeinschaft Bleibinhaus, beauftragten Architekten Leonhard Romeis (1854–1904) errichtet.
Romeis schuf in den Jahren 1899/1900 einen viergeschossigen Eckbau im Stile der Neurenaissance. Wie bei anderen Häusern dieser Straße zitierte er bei der Gestaltung frühere Bauepochen, um den Eindruck einer gewachsenen Straße zu erwecken. Die turmartigen Eckausbildungen betonen die städtebauliche Lage des Hauses.
Heute steht das Haus in der Gabelsbergerstraße frei, in der Richard-Wagner-Straße schließt sich ein moderner Neubau an. Es ist als Einzeldenkmal in die Bayerische Denkmalliste aufgenommen und konstituierender Teil des Ensembles Richard-Wagner-Straße.